# Kinoshita Mokutarō

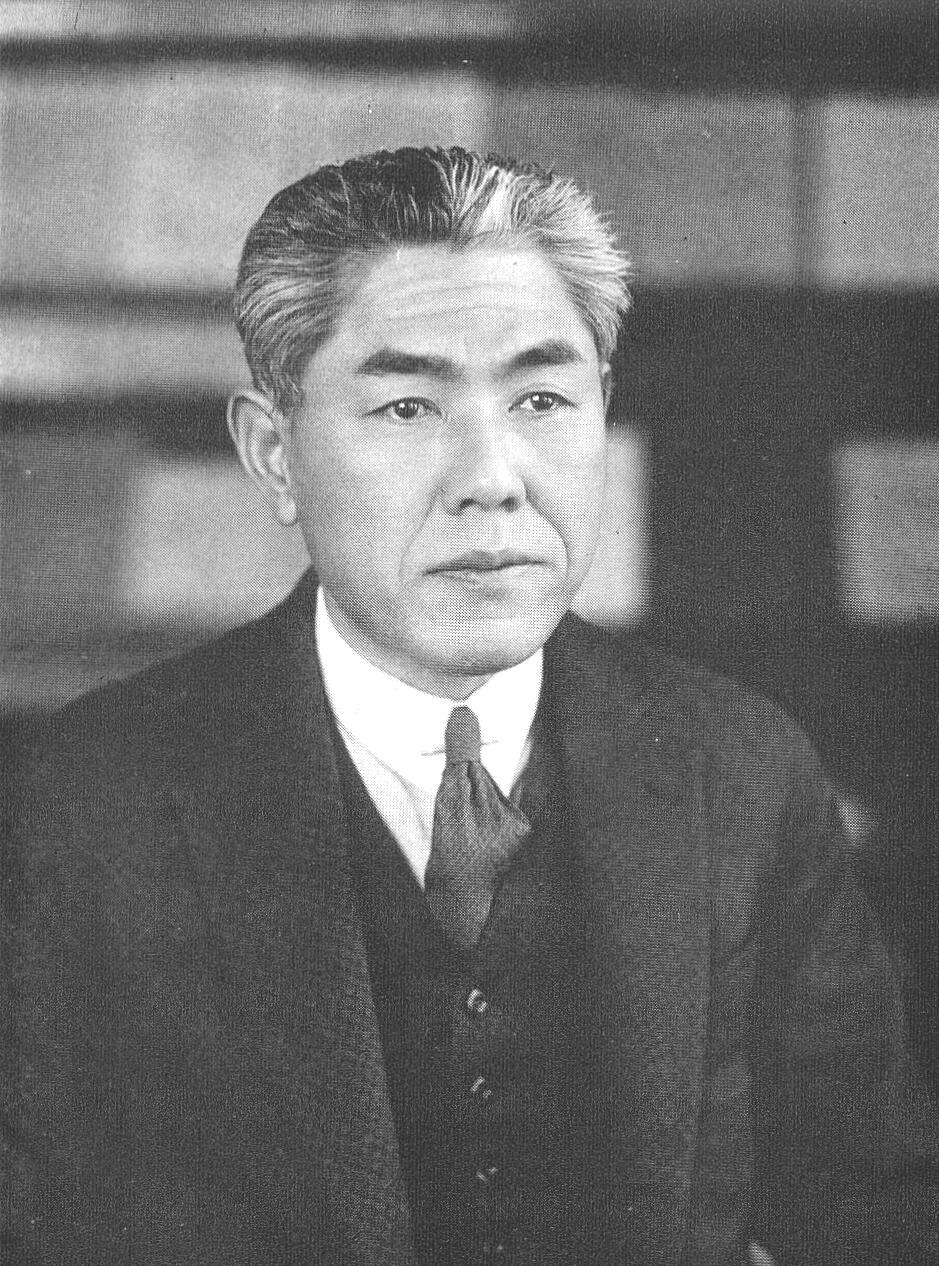
Kinoshita Mokutarō, 1934

Kinoshita Mokutarō (japanisch 木下 杢太郎, wirklicher Name: Ōta Masao (太田 正雄); * 1. August 1885 in Izu (Shizuoka); † 15. Oktober 1945) war ein japanischer Schriftsteller, Arzt und Lepraforscher.

## Leben und Wirken
Kinoshita Mokutarō begann bereits während seines Medizin-Studiums Gedichte zu schreiben. 1908 wurde er Mitglied der Künstlergruppe Pan no Kai, zu der auch Kitahara Hakushū und Yoshii Isamu gehörten. Er veröffentlichte Erzählungen, Dramen und Gedichte in Lyrikzeitschriften wie Subaru und Okujō Teien. 1911 war er ein angesehener Schriftsteller.
Der ausgebildete Dermatologe wurde 1916 Krankenhaus-Direktor in der Mandschurei. Von dort bereiste er vielfach China. Für seine dermatologischen Forschungen wurde er in die französischen Légion d’honneur aufgenommen. Zu seinen Werken zählen der Gedichtband Shokugo no uta und das Schauspiel Irumiya somemonoten. Eine zwölfbändige Gesamtausgabe seiner Werke erschien zwischen 1948 und 1951 (Kinoshita Mokutarō zenshū).
In seinen späteren Jahren lehrte an der Universität Tokio. Seine Grabstätte befindet sich auf dem Friedhof Tama in Fuchū (Präfektur Tokio).